# Manuel Pérez Paredes
Manuel Pérez Paredes, més conegut com Manuel Pérez (l'Havana, 19 de novembre de 1939) és un director de cinema, escriptor/guionista, poeta i professor cubà. Després de ser ajudant de direcció, va començar a rodar. Des del 1961 va dirigir set pel·lícules i en va escriure onze.
El 1973 dirigeix el que es considera el seu magnum opus El hombre de Maisinicú, pel·lícula premiada a la Unió Soviètica al 8è Festival Internacional de Cinema de Moscou, on va rebre una menció honorífica. La seva pel·lícula de 1977, Río Negro va ser guardonada al 10è Festival Internacional de Cinema de Moscou, on va rebre el Premi Especial de la Crítica.
Després de vint anys lluny de dirigir, només escrivint guionss, torna al cinema signant el seu nom complet: Manuel Pérez Paredes. Dirigeix dos documentalss (Che Guevara donde nunca jamás se lo imaginan, La solidaridad internacional)i una pel·lícula de ficció (Páginas del diario de Mauricio). Des del 2006, no ha tornat a dirigir. L'any 2012 va escriure el guió de la pel·lícula Dragoi ehiztaria.

## Filmografia
Com a director
- Páginas del diario de Mauricio (2006)[5]
- La solidaridad internacional (2004) (documental)
- Che Guevara donde nunca jamás se lo imaginan (2004) (documental)
- La segunda hora de Esteban Zayas (1984)
- Río Negro (1977) (documental)
- El hombre de Maisinicú (1973))
- Cinco pinos (1961) (curtmetratge documental)

Com a guionista
- Dragoi Ehiztaria (2012)
- Páginas del diario de Mauricio (2006)
- Noche (curtmetratge) (2005)
- La solidaridad internacional (2004)
- Che Guevara donde nunca jamás se lo imaginan (2004)
- Pata negra (2001)
- Operación Fangio (1999)
- Del otro lado del cristal (1995)
- La segunda hora de Esteban Zayas (1984)
- Río Negro (1977)
- El hombre de Maisinicu (1973)

Com ajudant de direcció
- Las aventuras de Juan Quin Quin (1967)
- Historias de la revolución (1960)

Com actor
- Donde comienza el camino (2005) — Manuel Pérez Paredes